# Lasionycta illima
Lasionycta illima là một loài bướm đêm thuộc họ Noctuidae. Nó được tìm thấy ở Pink Mountain ở đông bắc British Columbia qua miền nam Yukon tới miền đông Alaska.
Sải cánh dài 27 mm đối với con đực và 26–28 mm đối với con cái.